# Високомазовецький повіт
Високомазовецький повіт (пол. powiat wysokomazowiecki) — один з 14 земських повітів Підляського воєводства Польщі.
Утворений 1 січня 1999 року в результаті адміністративної реформи.

## Загальні дані
Адміністративний центр — місто Високе-Мазовецьке.
Станом на 1.01.2008 населення становить 59 542 осіб, площа 1288,91 км².

## Демографія
Демографічні дані повіту станом на 30.06.2005:
|       | Всього | Всього | Жінки  | Жінки | Чоловіки | Чоловіки |
| ----- | ------ | ------ | ------ | ----- | -------- | -------- |
|       | осіб   | %      | осіб   | %     | осіб     | %        |
| Повіт | 60 063 | 100    | 29 923 | 49,8  | 30 140   | 50,2     |
| Міста | 14 251 | 100    | 7397   | 51,9  | 6854     | 48,1     |
| Села  | 45 812 | 100    | 22 526 | 49,2  | 23 286   | 50,8     |

## Виноски
1. ↑  Населення, площа та густота за даними Центрального статистичного офісу Польщі. Powierzchnia i ludność w przekroju terytorialnym w 2007. .